# Mont Noro
Le mont Noro (野呂山, Noro-san) est une des montagnes les plus populaires de la préfecture de Hiroshima au Japon. Culminant à 839 m d'altitude, il fait partie du parc national de Setonaikai.
Le mont Noro est réputé pour ses possibilités d'alpinisme, de trekking et de camping ainsi que pour ses espèces de sakura, de camellia et d'hydrangea, et pour le changement de couleur des feuilles d'érable en automne.
Des sanctuaires et temples historiques se trouvent sur les pentes du mont dont le Noro-jinja (野呂神社) et le Kōbō-ji (弘法寺).